# Княжеска градина
Княжеската градина е парк в центъра на град София, България.
Намира се между кръстовището при Ректората на Софийския университет „Св. Климент Охридски“, булевард „Цар Освободител“, Орлов мост, бул. „Евлоги и Христо Георгиеви“, улица „Ген. Йосиф В. Гурко“ и бул. „Васил Левски“ (на територията на район „Средец“ – СО).

## История
До Освобождението мястото на бъдещата Княжеска градина е ливада, заблатявана от водите на „Градската вада“ (Боянска река). Тази река е идвала откъм ул. „Солунска“, наводнявала е блатата около Народния театър и се вливала в Перловската река. През зимата ливадата замръзвала и за изумление на местните шопи семействата на първите дипломати в София и по-първите софиянци организирали музикални увеселения и пързаляне с кънки.
През 1882 г. по идея на княз Батенберг градският градинар Карл Бец (1850 – 1925) създава на това място първата зеленчукова и овощна градина и построява 4 павилиона за цветя, а десетина години по-късно тя е оформена като ботаническа градина. Тя се разгръщала по бул. „Цар Освободител“ от Окръжния булевард (сега бул. „В. Левски“) до Перловската река и в дълбочина до ул. „Ген. Й. Гурко“. Теренът бил буренясал и прорязан от притока на Перловската река. Там имало склад за зеленчуци, както и обори за коне и крави, обслужващи нуждите на двореца.
Още с пристигането си през 1887 г. княз Фердинанд I кани от Пловдив градския градинар, швейцареца Л. Шевалас, да преработи алейната мрежа, да построи остъклени павилиони за цветарници и да обогати растителността в Ботаническата градина. От Австрия е извикан и градинарят Й. Келерер, за да оформи голям алпинеум с няколко хиляди редки видове. Оранжериите са построени през 1893 г. от арх. Фридрих Грюнангер. От 1891 г. със средства на княза в градината се организира зоопарк. Князът и градинарите проф. Ж. Лошо, Й. Фрай и Ж. Моризе структурират ботанически и декоративен екзотични отдел. През 1903 г. е изградена елегантна сецесионова чугунена ограда с каменни стълбове от арх. Георги Фингов (1874 – 1944). След обявяване на независимостта на България (1908) е обявен международен конкурс за царски дворец на целия парцел с двете градини (1912 – 1914), чиято реализация е осуетена от Първата световна война.
През 1936 г. със средства на цар Борис III архитектите Любен Нейков и Тотю Горанов изграждат там „царска детска градина“ с лабиринт, басейн, летен и детски театър за 600 деца, малък медицински пункт, с алпинеум и цветен кът с цветя от Мала Азия, Кавказ, Пирин, Рила и Родопите.
В южния край на градината е обособен софийският зоопарк, който просъществува там до 80-те години на 20 в.
През 1954 г. в градината е издигнат паметник на Съветската армия и оттогава е известна като „градината на (паметника на) Съветската армия“.
На 9 юни 2011 г. по предложение на общинския съветник доц. Вили Лилков Столичният общински съвет взема решение да възвърне историческото име на градината – Княжеска.

## Галерия
- Фердинанд I в зоологическата градина, 1908 г.
- Паметникът на Съветската армия, 2009 г.